# Spartan Aircraft Company
A Spartan Aircraft Company era uma empresa americana de fabricação de aeronaves, com sede na Sheridan Avenue, perto do Aeroporto Municipal de Tulsa, em Tulsa, Oklahoma. Anteriormente conhecida como "Mid-Continent Aircraft Company", a empresa foi reorganizada sob o nome "Spartan" em 1928 pelo barão do petróleo William G. Skelly - e operou até 1961, fabricando aeronaves, componentes de aeronaves e reboques de veículos recreativos. A empresa era conhecida pela luxuosa aeronave Spartan Executive produzida no final dos anos 1930 e início dos anos 1940 - que se tornou proeminente por proprietários como Howard Hughes e o Rei Ghazi do Iraque.
J. Paul Getty adquiriu a empresa da Skelly em 1935. Após a Segunda Guerra Mundial, Getty encerrou a produção de aeronaves e converteu a empresa para a fabricação de reboques sob a marca "Spartan Manor" - subseqüentemente encerrando toda a produção em 1961.

## Histórico

### O início
O homem do petróleo William G. Skelly comprou a Mid-Continent Aircraft Manufacturing Company de Tulsa, que estava com problemas, em janeiro de 1928. Ele renomeou a empresa para Spartan Aircraft Company, reorganizou-a financeiramente e começou a Spartan School of Aeronautics. Skelly continuou a apoiar o empreendimento durante os primeiros anos da Grande Depressão, enquanto começava a produzir uma linha de aviões. A depressão econômica afetou as finanças pessoais de Skelly e, em 1935, J. Paul Getty comprou o controle acionário da empresa de Skelly. No início da Segunda Guerra Mundial, Getty assumiu o controle direto das operações da empresa. Ele expandiu a fabricação fazendo subconjuntos para aviões de guerra e abriu filiais da "Spartan School of Aeronautics" em Miami, Muskogee e Ponca City, Oklahoma.

### Primeiros aviões

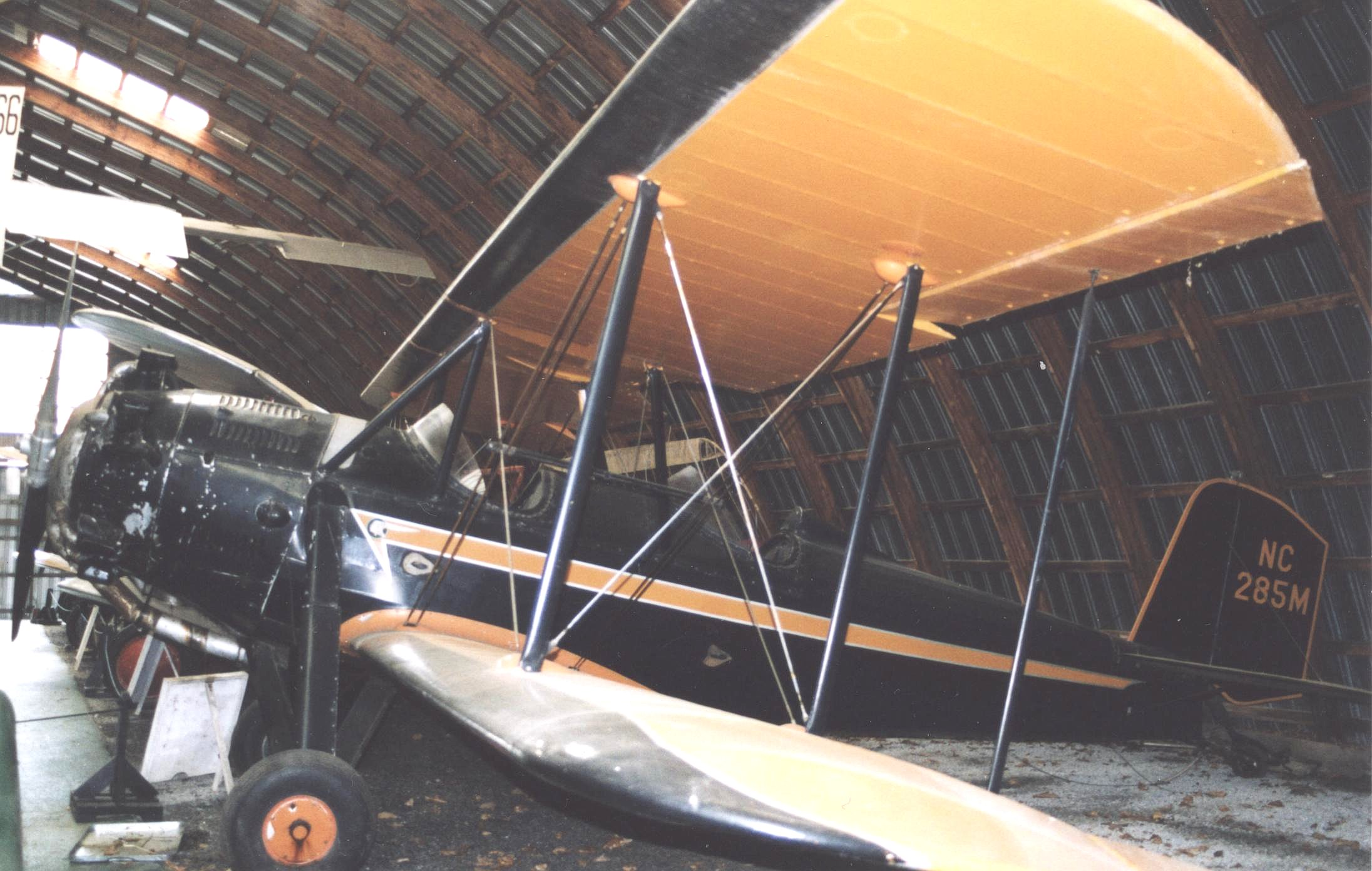
Um "Spartan C3-165" de 1929 exibido em condições de aeronavegabilidade
no Rhinebeck Aerodrome Museum
perto de Nova York em junho de 2005.

A primeira aeronave produzida pela Spartan Aircraft Company foi o biplano de cabine aberta Spartan C3. Construído em 1926 (primeiro vôo em 25 de outubro de 1926), o "C3-1" foi o primeiro de uma série de variantes do projeto para escolas de vôo, aviadores esportivos e operadores de base fixa (FBO). O "Spartan C3-225" foi o último projeto de biplano produzido pela empresa. Pelo menos 160 aeronaves "C-3" foram construídas, usando vários motores.
Em 1930 a Spartan produziu seu primeiro projeto de monoplano, o Spartan C2-60. Projetado para o piloto esportivo, o C2-60 era um design leve com um pequeno motor de 60 h.p. Usando muitas das características do C2-60, a Spartan produziu o monoplano de asa baixa "C2-165" mais pesado e poderoso. Impopular entre os militares devido ao design de asa baixa que obstruía a visão, o "C2-165" foi usado principalmente para fins de treinamento de civis.
As melhorias na fabricação e na tecnologia da Spartan eram evidentes no Spartan C4 de 1930. O C4 era um monoplano de asa alta projetado para baixa manutenção e alto conforto. O Spartan C4 foi projetado para acomodar grandes motores de 230 h.p. e mais.

### O Spartan Executive 7W

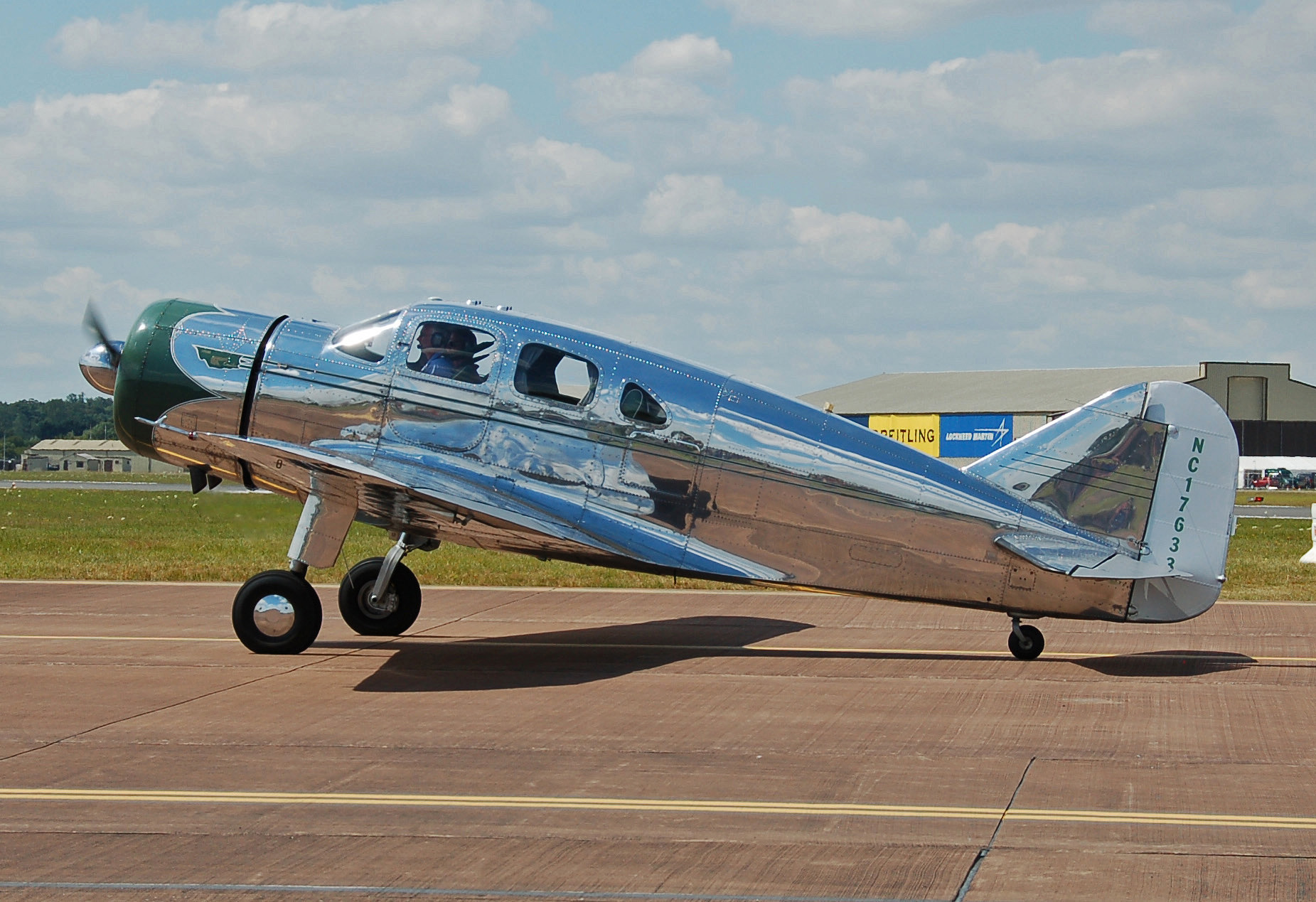
Um "Spartan Executive 7W" chega para
o Royal International Air Tattoo 2014,
na Inglaterra.

O Spartan Executive Model 7W foi o resultado da visão do fundador William Skelly de uma aeronave projetada para acomodar o luxo e o desempenho esperados por pessoas ricas. Alimentado por um motor Pratt & Whitney Wasp Jr. de 450 h.p., o "Executive" foi a primeira tentativa da Spartan em um projeto de aeronave todo em metal usando tecnologia monocoque. O grande motor e a fuselagem aerodinâmica permitiam uma velocidade de cruzeiro então notável de 200 milhas (320 km) por hora, um alcance de mais de 1.000 milhas náuticas (2.000 km) e um teto de serviço de 22.000 pés (6.700 m). O design de alto desempenho do "Executive" ficou evidente na corrida Bendix de 1939, na qual a aeronave de design fluído ganhou o troféu com velocidades de quase 197 milhas por hora. Foram produzidas 34 aeronaves "7W".
Com base diretamente no projeto de alto desempenho do Spartan 7W civil, uma versão da aeronave foi desenvolvida para atender às necessidades militares de aeronaves de reconhecimento e treinamento de alto desempenho. O modelo redesenhado foi denominado Spartan Zeus 8W e apresentava um potente motor Pratt & Whitney Wasp de 600 h.p.

### Fim da produção de aviões
A última aeronave a ser desenvolvida pela Spartan Aircraft Company foi o biplano Spartan NP-1. O "NP-1" era um retrocesso à aeronave anterior na aparência, embora a tecnologia usada na construção da aeronave fosse certamente mais avançada do que os fios de aço e o tecido usados nos primeiros projetos de biplanos da Spartan. Construído como um treinador da Marinha dos Estados Unidos, o "Spartan NP-1" apresentava uma construção de cabine aberta leve com um motor Lycoming R-680-B4C 225 h.p.

### Produção de trailers
Após o declínio da aviação pessoal e o aumento da concorrência no setor de aeronaves após a Segunda Guerra Mundial, o proprietário J. Paul Getty e a alta gerência da Spartan redirecionaram a produção para se concentrar na demanda por habitação e lazer. Usando o mesmo design monocoque com reforço interno e que economiza espaço, do "Spartan Executive 7W", a empresa produziu seu primeiro trailer de viagem todo em metal. A empresa seguiu as estratégias de design anteriores, oferecendo trailers luxuosos e completos. Durante as décadas de 1940 e 1950, a Spartan produziu o que alguns chamam de "Cadillac dos trailers", com preços superiores a US$ 4.000. A Spartan produziu mais de 40.000 trailers antes de encerrar a produção em 1961. Dado um custo médio de uma casa nos Estados Unidos na época de US $ 8.000, os trailers da Spartan eram uma compra discricionária para os ricos.

### Fechamento das fábricas
Após 33 anos de fabricação de aeronaves e trailers, a Spartan Aircraft Company fechou suas instalações de fabricação e entrou no negócio financeiro e de seguros com o nome de "Minnehoma Insurance Co." O nome "Spartan" foi vendido para a "Spartan School of Aeronautics", que opera hoje sob o nome de "Spartan College of Aeronautics and Technology". No entanto, os motores de aeronaves Pratt e Whitney R2000 continuaram a ser revisados pela "Spartan Aircraft Company", até 1970, de acordo com as listas de apropriações do Departamento de Defesa.

## Produtos
| Nome do modelo        | 1º voo | Quantidade construída | Tipo                                                |
| --------------------- | ------ | --------------------- | --------------------------------------------------- |
| Spartan C3            | 1926   | ~122                  | Biplano de cabine aberta                            |
| Spartan C4            | 1930   | 7                     | Monoplano de cabine fechada                         |
| Spartan C5            | 1930   | 4                     | Monoplano de cabine fechada                         |
| Spartan C2            | 1931   | 56+                   | Monoplano de cabine aberta                          |
| Spartan 7W Executive  | 1936   | 36                    | Monoplano de cabine fechada                         |
| Spartan 8W Zeus       | 1937   | 4 ou 5                | Treinador monoplano                                 |
| Spartan NP            |        | 201                   | Treinador biplano                                   |
| Spartan 12W Executive |        | 1                     | Conversão do Spartan 7W para trem de pouso triciclo |